# 장거리 자동차 여행

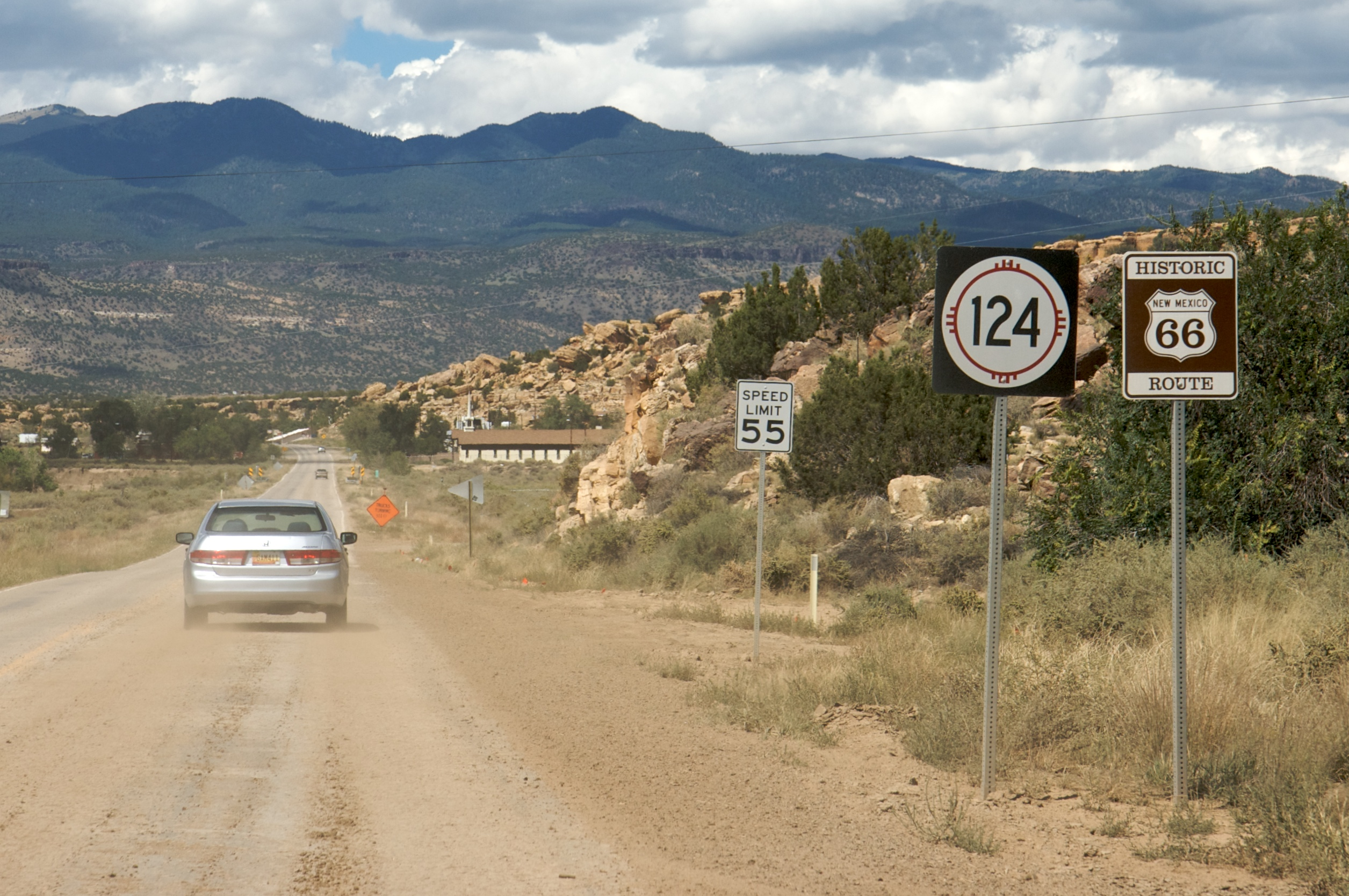
뉴멕시코주에 있는 역사적인 국도 제66호선의 한 구간

장거리 자동차 여행 또는 로드 트립(road trip)은 자동차나 모터사이클로 떠나는 장거리 여행을 의미한다.

## 역사

### 최초의 자동차 로드 트립

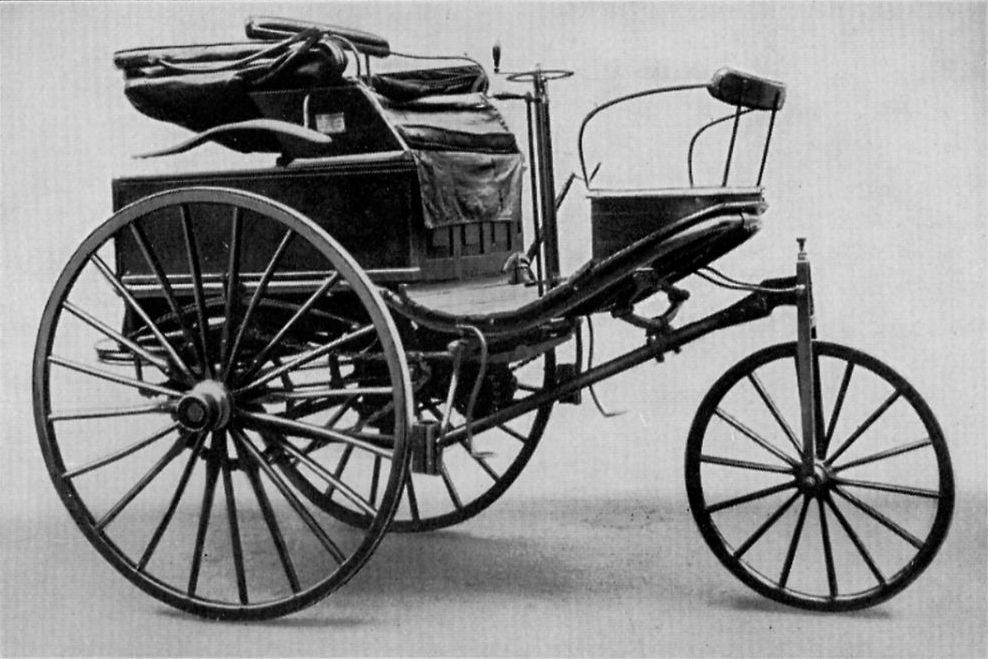
1888년 베르타 벤츠가 자동차로 처음 장거리 로드 트립(106 km / 60 마일 이상)을 할 때 사용한 벤츠 페이턴트 모터바겐 3호

세계 최초로 기록된 자동차 장거리 로드 트립은 1888년 8월 독일 제국에서 이루어졌다. 최초의 특허 받은 자동차(더 벤츠 페이턴트 모터바겐)의 발명가인 카를 벤츠의 아내인 베르타 벤츠는 두 명의 십대 아들 리하르트와 오이겐을 데리고 남편의 동의나 지식 없이 만하임에서 포르츠하임까지(106 km (66 mi) 거리) 세 번째 실험용 벤츠 자동차(최대 속도 10 킬로미터 매 시 (6.2 mph))를 타고 왕복했다.
그녀의 공식적인 이유는 어머니를 방문하고 싶어서였다. 하지만 비공식적으로 그녀는 남편의 발명품(이전에는 짧은 시험 운전만 했었다)에 대한 홍보를 목표로 했으며, 이는 자동차가 크게 성공하고 벤츠 가업이 결국 현재의 메르세데스-벤츠 회사로 발전하는 데 성공했다.
현재 바덴뷔르템베르크주에는 그녀의 역사적인 첫 로드 트립을 기념하기 위한 전용 표지판이 있는 경치 좋은 길인 베르타 벤츠 기념 도로가 있다.

### 북아메리카 초기 로드 트립

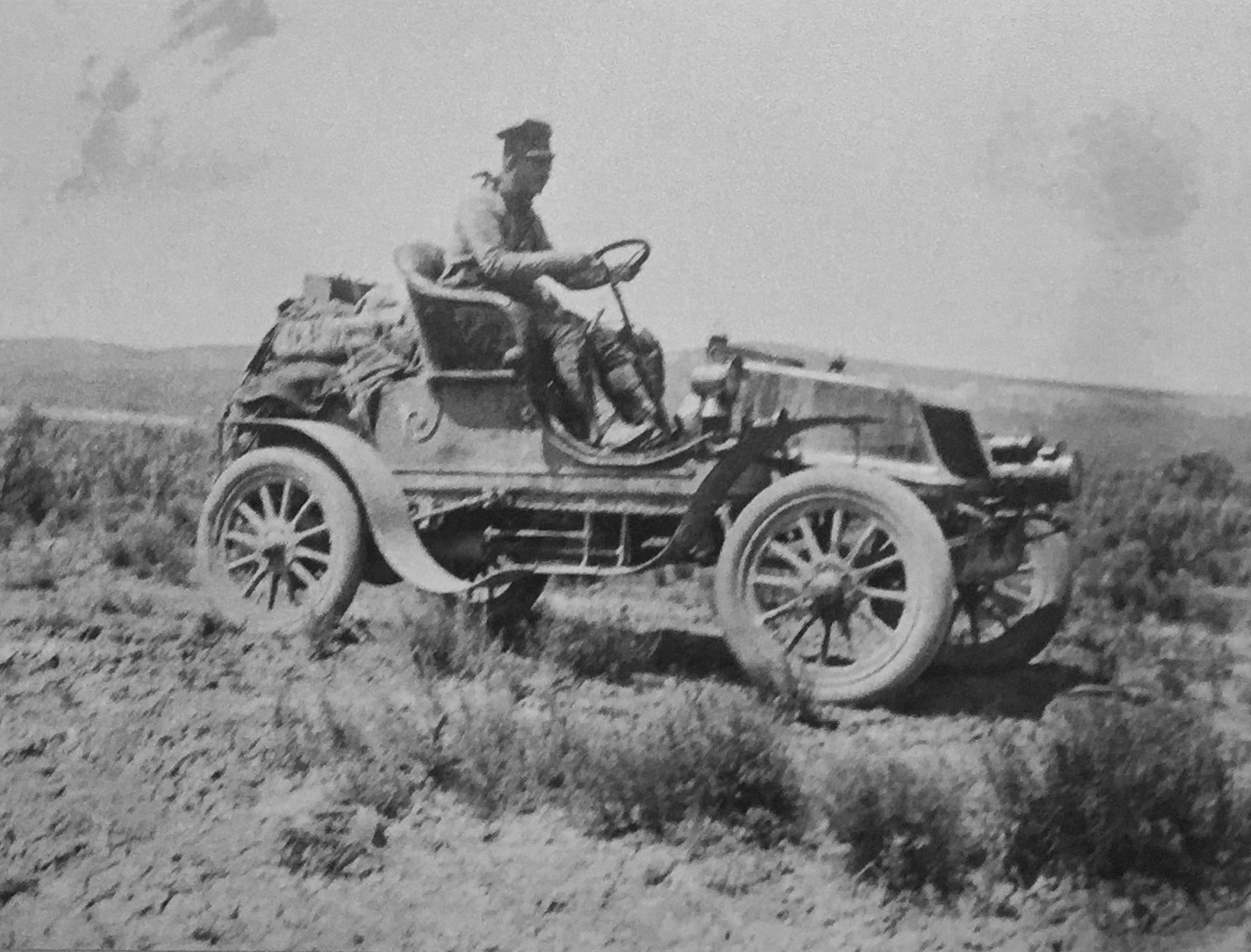
1903년 83번 국도 횡단 드라이브에서 잭슨이 버몬트 자동차를 운전하는 모습

최초의 성공적인 북아메리카 자동차 대륙 횡단 여행은 1903년에 이루어졌으며, H. 넬슨 잭슨과 세월 K. 크로커가 조종했고, 버드라는 개가 동반했다. 이 여행은 1903년 윈턴 투어링 카("버몬트"라고 잭슨이 명명함)를 사용하여 샌프란시스코에서 뉴욕까지 63일이 걸렸으며, 총 US$8,000의 비용이 들었다. 총 비용에는 음식, 휘발유, 숙박, 타이어, 부품, 기타 용품 및 윈턴 구입 비용이 포함되었다.
대양 대양 자동차 내구 대회는 1909년 6월 뉴욕시에서 시애틀까지의 로드 트립이었다. 우승 차량은 23일 만에 여행을 완료했다.
자동차로 미국 대륙을 횡단한 최초의 여성은 1909년 세 명의 여성 승객과 함께한 앨리스 허일러 램지였다. 램지는 뉴욕 맨해튼의 헬스 게이트를 출발하여 59일 동안 샌프란시스코, 캘리포니아까지 여행했다.
램지에 이어 1910년에는 블랑슈 스튜어트 스콧이 뒤를 이었는데, 그녀는 종종 동쪽에서 서쪽으로 자동차로 대륙 횡단 여행을 한 최초의 여성으로 잘못 인용되지만, 실제로는 항공 분야의 진정한 선구자였다.
헨리 포드, 토머스 에디슨, 하비 파이어스톤이 널리 홍보한 여름 로드 트립은 미국인들에게 직장, 교회, 친구, 가족과 같은 시내의 잦은 목적지가 아닌, 새롭고 먼 곳으로 자동차를 운전하는 아이디어를 대중화시켰다. 이 여행에는 때때로 자연주의자 존 버로우스와 미국 대통령인 워런 하딩, 캘빈 쿨리지, 허버트 후버도 참여했다.
1919년 육군 수송대 호송대는 워싱턴 D.C.에서 샌프란시스코까지 약 300명의 미 육군 병력이 참가한 로드 트립이었다. 드와이트 D. 아이젠하워도 참가자 중 한 명이었다. 81대의 차량이 62일 동안 여행을 시작하여 수많은 기계 및 도로 문제들을 극복했다. 아이젠하워의 이 여행에 대한 보고서는 전국 고속도로 개선이 국가 안보와 경제 발전에 중요함을 이해하는 계기가 되었다.

### 미국 고속도로 확장

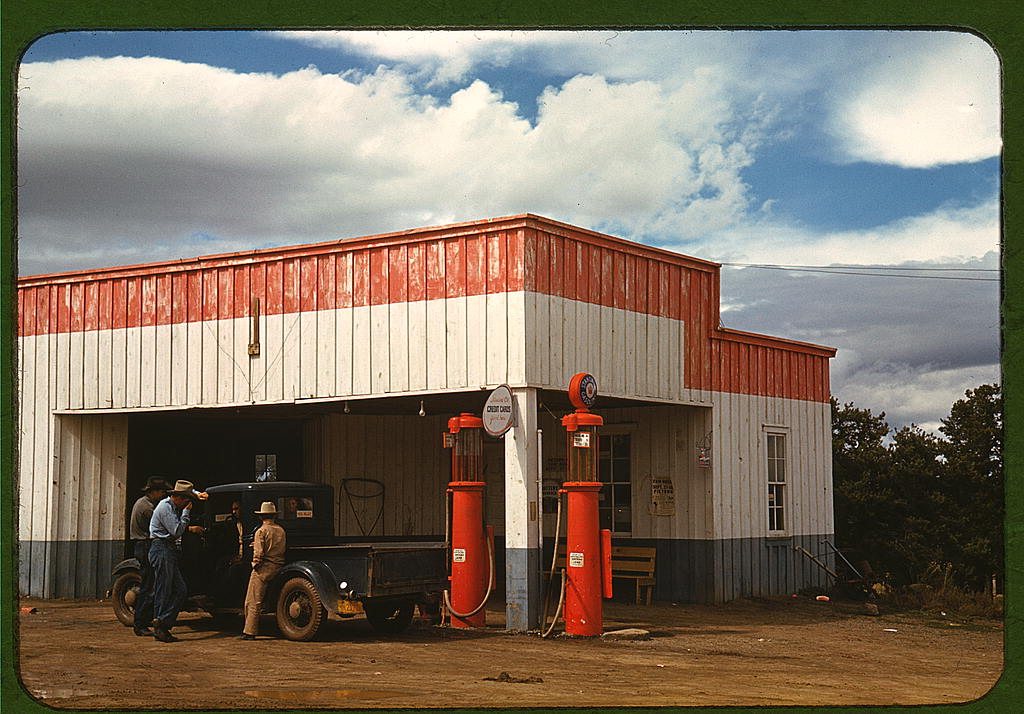
1940년 파이 타운 주유소 및 차고

20세기 초 새로운 고속도로는 미국의 자동차 여행, 주로 대륙 횡단 여행을 촉진하는 데 도움이 되었다. 1926년에 착공되어 1930년대 후반에 완전히 포장된 국도 제66호선 (미국)은 초기 현대 로드 트립의 살아있는 상징이다.
운전자들은 휴가를 위해 대륙을 횡단했을 뿐만 아니라 캘리포니아 및 다른 지역으로 이주하기도 했다. 현대 미국의 로드 트립은 1930년대 후반부터 1940년대까지 형성되기 시작했으며, 이동하는 국가의 시대를 열었다.
1950년대에는 미국 가정의 자동차 소유가 급증했다. 이제 신뢰할 수 있는 교통 수단이 된 자동차는 통근뿐만 아니라 여가 여행에도 널리 사용되었다.
이러한 새로운 도로 여행 방식의 결과로, 많은 사업체들이 도로에 지친 여행자들을 위한 서비스를 제공하기 시작했다. 더욱 신뢰할 수 있는 차량과 서비스는 장거리 로드 트립을 가족들에게 더 쉽게 만들었으며, 대륙을 횡단하는 데 필요한 시간이 몇 달에서 며칠로 단축되었다. 일반 가정은 일주일 안에 북아메리카 전역의 목적지로 여행할 수 있다. 예를 들어, 메릴랜드의 언론인 케빈 제임스 셰이는 2013년에 두 자녀인 프레스턴과 맥켄나를 데리고 약 2주 동안 미국을 횡단하며 6,950마일의 여행 동안 그랜드 캐니언, 러시모어산 및 기타 주요 관광지를 방문했다.
미국 로드 트립에 가장 큰 변화는 주간고속도로의 시작과 이후 확장이었다. 주간고속도로의 높은 속도와 제한된 접근성은 더 짧은 시간에 더 먼 거리를 이동할 수 있게 했고, 고속도로가 분할되면서 안전성도 향상되었다.
유럽 국가, 오스트레일리아 및 기타 지역의 여행자들은 곧 미국 로드 트립의 이상에 참여하기 위해 미국을 찾았다. 캐나다인들도 자국의 넓은 영토와 미국 내 목적지와의 근접성을 이용하여 로드 트립을 즐겼다.
일부 사람들은 수년간 도로 위에서 생활했다. 1993년 패서디나 (캘리포니아주)의 자택이 산불로 전소된 후, 메건 에드워즈와 마크 세덴퀴스트는 피닉스 원이라고 불리는 맞춤형 모터홈에서 6년 동안 살았다. 그들은 나중에 라스베이거스에 정착하여 다른 로드 트립 옹호자들과 네트워크를 형성하기 위해 RoadTripAmerica.com이라는 웹사이트를 시작했다.
다른 사람들은 미국 본토의 48개 주를 얼마나 빨리 방문할 수 있는지 알아보기 시작했다. 텍사스 보험 설계사 제이 로우와 두 명의 동료는 1994년에 5일 미만의 기록을 세웠으며, 그들은 기네스북에 등재되었다. 다른 사람들이 그 기록을 깬 후, 로우와 그의 동료들은 2019년에 48개 주를 6,619마일 운전하여 4일 미만에 다시 기록을 경신했다.

## 가능한 동기
많은 사람들이 레크리에이션 목적(예: 관광 또는 원하는 목적지 도착, 일반적으로 휴가 기간 동안; 예: 미국 오리건 주에서 디즈니랜드까지 운전)으로 로드 트립을 떠날 수 있다. 자동차를 이용한 장거리 여행의 다른 동기로는 멀리 사는 친구나 친척 방문, 또는 영구 거주지 이전 등이 있다.
2022년 1월 원폴(OnePoll)이 실시한 설문조사에서 2,000명의 미국인 운전자들이 설문조사에 응했다. 그 결과, 개인들은 평균적으로 약 7번의 로드 트립을 경험한 것으로 나타났다. 미국인 중 78% 이상이 여행 중 음식점(46%), 역사적인 장소(40%), 길가 명소(38%) 등 특별한 목적지를 발견했다고 보고했으며, 이는 다른 교통수단을 선택했다면 알아차리지 못했을 수도 있는 곳들이었다. 응답자들은 또한 로드 트립의 추가적인 이점으로 가족 및 친구들과의 소중한 시간(51%), 정차할 수 있는 유연성(48%), 그리고 이 더 경제적인 여행 방법과 관련된 재정적 절약(46%)을 강조했다.

## 대중문화에서
문학
- 빌 브라이슨, The Lost Continent: Travels in Small-Town America (1989)[17]
- F. 스콧 피츠제럴드, The Cruise of the Rolling Junk (1924)[18]
- 빅터 H. 그린은 매년 더 니그로 모터리스트 그린 북(The Negro Traveler's Green Book 또는 단순히 The Green Book으로도 불림)을 출판했다.
- 윌리엄 리스트 히트-문, Blue Highways (1982)[19]
- 잭 케루악, 길 위에서 (1957)[20]
- 블라디미르 나보코프, 롤리타 (1955)[21]
- 메리 로버츠 라인하트, Through Glacier Park in 1915 / Seeing America first with Howard Eaton (With Illustrations)
- 존 스타인벡, 찰리와 함께하는 여행: 미국을 찾아서 (1961)[20]
- 헌터 S. 톰슨, 라스베이거스의 공포와 혐오: 미국 꿈의 심장부로의 야만적 여정 (1971), 자전적 사건에 기반을 둔 로망 아 클레
- 마크 트웨인, Roughing It (1872)

사진
- In The Open Road: Photography & the American Road Trip (2014)에서 사진 작가 데이비드 캠패니는 사진 로드 트립을 장르로 소개했으며,[22] 이는 이를 처음으로 시도한 책이다.[23]
- 로버트 프랭크, 미국인들 (1958) – 숀 오헤이건은 가디언에 기고한 글에서 캠패니의 In The Open Road: Photography & the American Road Trip에 실린 The Americans를 출발점으로 삼은 것에 대해 "스위스 태생의 프랭크는 구겐하임 장학금을 받고 상업적 지시사항에 얽매이지 않고 새로운 것을 하려 했다. 그는 다소 침울한 외부인의 눈에 비친 미국을 촬영하는 것을 목표로 했다."고 말했다.[24]
- 에드 루샤, Twentysix Gasoline Stations (1963)
- 스티븐 쇼어, Uncommon Places (1982) and American Surfaces (1999)

영화

로드 트립을 주제로 한 많은 영화 및 기타 미디어가 제작되었는데, 그 중에는 동명의 영화도 포함된다. 많은 작품들이 코미디적인 경향이 있지만, 이지 라이더와 델마와 루이스와 같은 로드 무비는 아메리칸 드림을 상징한다.
- 이지 라이더 (1969), 미국 로드 무비
- 내셔널 램푼의 휴가 (1983-2015), 원래 영화 제작자/작가 존 휴스의 단편 소설 "Vacation '58"을 기반으로 한 코미디 영화 시리즈로, 원래 내셔널 램푼 잡지에 실렸다. 이 시리즈는 워너 브라더스에서 배급하며, 7편의 영화로 구성되어 있다.
- 자동차 대소동 (1987), 미국 코미디 드라마 영화
- 델마와 루이스 (1991), 미국 범죄 드라마 영화
- 로드 트립 (2000), 미국 로드 코미디 영화
- RV (2006), 미국 로드 코미디 영화
- 버킷 리스트: 죽기 전에 꼭 하고 싶은 것들 (2007), 코미디 드라마 영화
- 보살핌의 정석 (2016), 코미디 드라마 영화

음악
- "America" by 사이먼 & 가펑클
- "Born to Be Wild" by 스테픈울프
- "Born to Run" by 브루스 스프링스틴
- "Have Love Will Travel" by 더 소닉스
- "Here I Go Again" by 화이트스네이크
- "Graceland" by 폴 사이먼
- "Life is a Highway" by 톰 코크레인
- "Radar Love" by 골든 이어링
- "Rip This Joint" by 롤링 스톤스
- "Roadhouse Blues" by 도어스
- "Roadtrip" by 드림
- "Road Trippin'" by 레드 핫 칠리 페퍼스
- "Route 66", 국도 제66호선 (미국)을 통과하는 도시와 마을에 대한 인기 있는 리듬 앤 블루스 노래. 발매 이후 에어로스미스, 빙 크로스비, 척 베리, 뎀, 슬립 앳 더 휠, 디페쉬 모드 등 많은 음악가들이 녹음했다.[26]
- "Take it Easy" by 이글스 / 잭슨 브라운
- "Truckin'" by 그레이트풀 데드, 1997년 미국 의회도서관에 의해 국가 보물로 인정되었다.

### 관광
- 2023년 아크라-런던 로드 트립

## 같이 보기
- 운전
- 그랜드 투어
- 도로 및 고속도로 목록
- 가장 긴 고속도로 목록